# 西奥多·霍尔

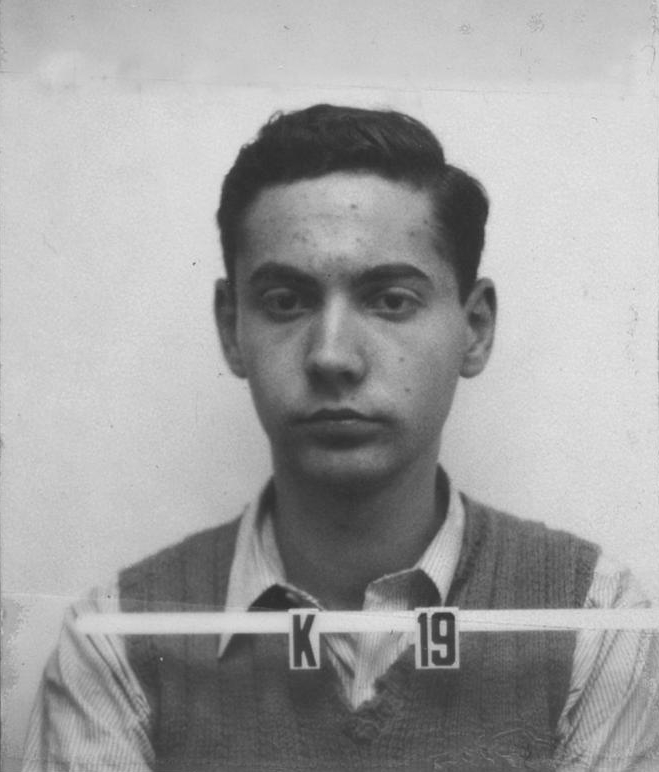
西奧多·霍爾 (Theodore Hall)，洛斯阿拉莫斯戰時徽章照片Theodore Hall ，資料來源：洛阿拉莫斯國家實驗室

西奥多·艾尔文·霍尔（英語：Theodore Alvin Hall，1925年10月20日—1999年11月1日）是美国的物理学家、苏联原子间谍。美国二战期间研究原子弹的军事计划——曼哈顿计划中，霍尔向苏联泄露了大量的胖子原子彈机密资料，以及几种将钚提纯的处理过程。他当时是洛斯阿拉莫斯实验室中最年轻的研究员之一，曾参与胖子原子弹的有关实验，并协助确认小男孩原子弹的临界质量。